# Liste der Bodendenkmäler in Dirlewang
Auf dieser Seite sind die Bodendenkmäler in dem schwäbischen Markt Dirlewang zusammengestellt. Diese Tabelle ist eine Teilliste der Liste der Bodendenkmäler in Bayern. Grundlage ist die Bayerische Denkmalliste, die auf Basis des Bayerischen Denkmalschutzgesetzes vom 1. Oktober 1973 erstmals erstellt wurde und seither durch das Bayerische Landesamt für Denkmalpflege geführt wird. Die folgenden Angaben ersetzen nicht die rechtsverbindliche Auskunft der Denkmalschutzbehörde.

## Bodendenkmäler in Dirlewang
| Lage       | Objekt                                                                                         | Akten-Nr.     | Bild |
| ---------- | ---------------------------------------------------------------------------------------------- | ------------- | ---- |
| (Standort) | Villa rustica und Ziegelei der römischen Kaiserzeit.                                           | D-7-7928-0009 |      |
| (Standort) | Villa rustica der römischen Kaiserzeit.                                                        | D-7-7929-0008 |      |
| (Standort) | Gräber der Urnenfelderzeit und des frühen Mittelalters.                                        | D-7-7929-0054 |      |
| (Standort) | Mittelalterliche und frühneuzeitliche Befunde im Bereich der Kath. Pfarrkirche St. Michael     | D-7-7929-0079 |      |
| (Standort) | Siedlung des Mittelalters.                                                                     | D-7-7929-0080 |      |
| (Standort) | Grabhügel vorgeschichtlicher Zeitstellung.                                                     | D-7-7929-0081 |      |
| (Standort) | Mittelalterliche und frühneuzeitliche Befunde im Bereich der Kath. Kapelle St. Franziskus      | D-7-7929-0111 |      |
| (Standort) | Siedlung vorgeschichtlicher Zeitstellung.                                                      | D-7-7929-0112 |      |
| (Standort) | Mittelalterliche und frühneuzeitliche Befunde im Bereich der Kath. Filialkirche St. Maria      | D-7-7929-0113 |      |
| (Standort) | Siedlung des Mittelalters.                                                                     | D-7-7929-0144 |      |
| (Standort) | Siedlung des Mittelalters oder der frühen Neuzeit.                                             | D-7-7929-0160 |      |
| (Standort) | Viereckschanze der späten Latènezeit.                                                          | D-7-8028-0003 |      |
| (Standort) | Grabhügel vorgeschichtlicher Zeitstellung.                                                     | D-7-8029-0017 |      |
| (Standort) | Abschnittsbefestigung vor- und frühgeschichtlicher Zeitstellung und Burgstall des Mittelalters | D-7-8029-0018 |      |
| (Standort) | Abschnittsbefestigung vor- und frühgeschichtlicher Zeitstellung.                               | D-7-8029-0021 |      |
| (Standort) | Verebnete Grabhügel der Hallstattzeit.                                                         | D-7-8029-0022 |      |
| (Standort) | Grabhügel vorgeschichtlicher Zeitstellung.                                                     | D-7-8029-0111 |      |